# Jana Sjemjakina
Jana Wolodymyriwna Sjemjakina (Lviv, 5 januari 1986) is een Oekraïens schermster. Ze is actief in het onderdeel degen. Tijdens de Olympische Zomerspelen 2012 behaalde ze een gouden medaille in het individuele evenement. 

## Internationale toernooien
| Jaar | Olympische Zomerspelen | Wereldkampioenschap | Europees kampioenschap |
| ---- | ---------------------- | ------------------- | ---------------------- |
| 2005 |                        |                     | Individueel · Team     |
| 2009 |                        |                     | Individueel            |
| 2012 | Individueel            |                     |                        |

1996: Laura Flessel ·
2000: Tímea Nagy ·
2004: Tímea Nagy ·
2008: Britta Heidemann ·
2012: Jana Sjemjakina ·
2016: Emese Szász ·
2020: Sun Yiwen ·
2024: Vivian Kong